# Орсель, Бернар
Бернар Орсель (фр. Bernard Orcel; род. 2 апреля 1945, Альп-д'Юэз) — французский горнолыжник. Участник зимних Олимпийских игр 1968 и 1972 годов.

## Биография
Бернар Орсель родился 2 апреля 1945 года на французском горнолыжном курорте Альп-д’Юэз.
В 1968 году вошёл в состав сборной Франции на зимних Олимпийских играх в Гренобле. В скоростном спуске занял  8-е место, показав результат 2 минуты 2,22 секунды и уступив 2,37 секунды завоевавшему золото Жану-Клоду Килли из Франции. В гигантском слаломе не смог завершить выступление.
В 1972 году вошёл в состав сборной Франции на зимних Олимпийских играх в Саппоро. В скоростном спуске занял 16-е место с результатом 1.54,81, уступив 3,38 секунды завоевавшему золото Бернарду Русси из Швейцарии.
Дважды участвовал в чемпионатах мира. В 1966 году в Портильо занял 6-е место в скоростном спуске, в 1970 в Грёдене — 37-е.
Участвовал в шести розыгрышах Кубка мира. Лучший результат показал в 1971 году, когда занял 9-е место в итоговой классификации. В 1967 году занял 17-е место, в 1968 году — 18-е, в 1969 году — 20-е, в 1970 году — 12-е, в 1972 году — 52-е.
В 1968 году единственный раз выиграл этап Кубка мира, проходивший в Шамони.